# HD 5715
HD 5715，又名BD+70 65，SAO 4288、HR 278，是一颗恒星，视星等为6.39，位于銀經123.68，銀緯8.12，其B1900.0坐标为赤經0h 53m 47.8s，赤緯+70° 8.12′ 37″。